# Rousseau Owen Crump

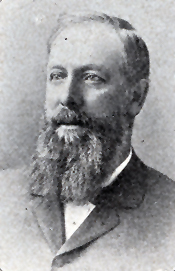
Rousseau Owen Crump

Rousseau Owen Crump (* 20. Mai 1843 in Pittsford, New York; † 1. Mai 1901 in West Bay City, Michigan) war ein US-amerikanischer Politiker. Zwischen 1895 und 1901 vertrat er den Bundesstaat Michigan im US-Repräsentantenhaus.

## Werdegang
Rousseau Crump besuchte die öffentlichen Schulen seiner Heimat. Anschließend arbeitete er eine für einige Zeit mit seinem Vater im Baugewerbe und dann als Schiffszimmermann. Ab 1869 war er im Allegan County und im Kalamazoo County in Michigan in der Holzbranche tätig. Im Jahr 1881 zog er nach West Bay City, wo er eine Sägemühle und eine Kistenfabrik gründete.
Politisch war Crump Mitglied der Republikanischen Partei. Von 1889 bis 1892 war er Mitglied im Stadtrat von West Bay City und zwischen 1893 und 1895 war er Bürgermeister dieses Ortes, der heute zur Stadt Bay City gehört. Bei den Kongresswahlen des Jahres 1894 wurde Crump im zehnten Wahlbezirk von Michigan in das US-Repräsentantenhaus in Washington, D.C. gewählt, wo er am 4. März 1895 die Nachfolge des Demokraten Thomas A. E. Weadock antrat. Nach drei Wiederwahlen konnte er bis zu seinem Tod am 1. Mai 1901 im Kongress verbleiben. In diese Zeit fiel der Spanisch-Amerikanische Krieg von 1898. Damals kamen auch die Philippinen und das Königreich Hawaiʻi unter amerikanische Verwaltung. Ab 1899 war Crump Vorsitzender des Bergbauausschusses.
Rousseau Crump war ab 1868 mit Phoebe A. Tucker verheiratet, mit der er fünf Kinder hatte. Er wurde in Bay City beigesetzt.